# Almunge
Almunge est une localité du comté d'Uppsala en Suède.